# غافرة (حرض)

تعديل مصدري - تعديل

غافرة هي إحدى قرى عزلة بني الحداد بمديرية حرض التابعة لمحافظة حجة، بلغ تعداد سكانها 58 نسمة حسب تعداد اليمن لعام 2004.